# 马萨盖勒
马萨盖勒（法語：Massaguel，法語發音：[masaɡɛl]）是法国奧克西塔尼大區塔恩省的一个市镇，属于卡斯特尔区。

## 地理
马萨盖勒（43°29'32"N, 2°9'37"E）面积10.09 平方千米，位于法国奧克西塔尼大區塔恩省，该省份为法国南部内陆省份，北起顺时针与阿韦龙省、埃罗省、奥德省、上加龙省和塔恩-加龙省接壤。
与马萨盖勒接壤的市镇（或旧市镇、城区）包括：阿尔丰、杜尔涅、韦尔达勒。

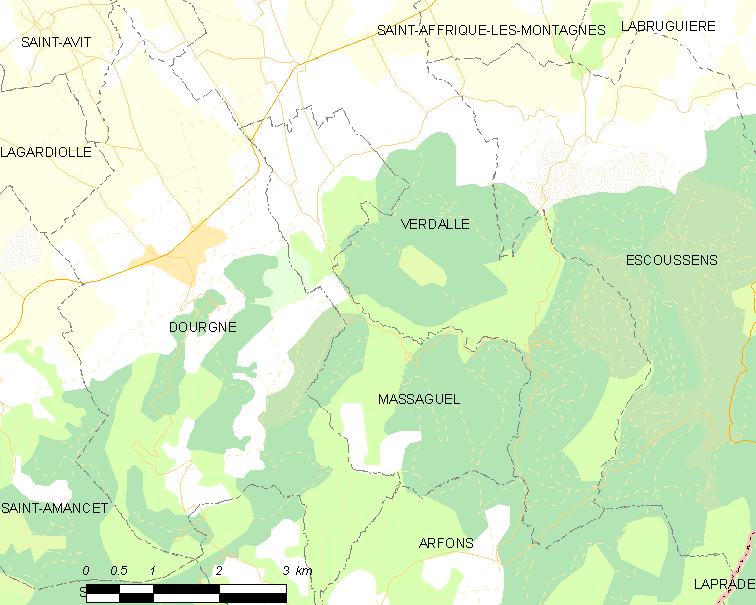
马萨盖勒的OSM定位图

马萨盖勒的时区为UTC+01:00、UTC+02:00（夏令时）。

## 行政
马萨盖勒的邮政编码为81110，INSEE市镇编码为81160。

## 政治
马萨盖勒所属的省级选区为努瓦尔山县。

## 人口

1962-2008年间马萨盖勒人口变化图示

马萨盖勒于2022年1月1日时的人口数量为346人。